# قارنجه
قارنجه، روستایی است از توابع بخش صفاییه و در شهرستانخوی در آذربایجان غربی

روستای قارنجه که در زبان محلی قارینجا گفته میشود در حدود ۵۵ کیلومتری شهرستان خوی در استان آذربایجان غربی قرار دارد 
جمعیت روستا در سال ۱۴۰۳ ، ۱۳۰ نفر اعلام شد مردم روستا اکثرا به زبان ترکی آذربایجانی تکلم می‌کنند دین مردم اسلام و شیعه هستند از غذا های سنتی میتوان به دلمه برگ مو ، دلمه کلم ، دلمه کدو بادنجان ، کوفته ، چوروتمه ، شوربا ، قاتیخ آشی ، آش الگز‌ ، سوت شورباسی ، کله‌جوش و ...
مروم روستا اکثرا به کار کشاورزی و باغداری مشغول هستند و دامداری و زنبورداری هم رواج دارد
از محصولات روستا میتوان به موارد زیر اشاره کرد:
گندم ، جو ، تخمه کدو ، آفتابگردان ، آلبالو ، گیلاس ، سیب ، گردو ، سیب زمینی ، لوبیا و ...
از جاذبه های گردشگری میتوان به آبگرم معروف روستای قارنجه ، رود آغچای که از کنار روستا می‌گذرد و بافت قدیم روستا اشاره کرد . بهترین موقع برای سفر به این روستا از اوایل فروردین تا اواخر پاییز است 
آبگرم قارنجه  
اين چشمه در ۵ کيلومترى روستای قارنجه، در دره‌ اى به نام درهٔ رودخانهٔ آغ ‌چاى قرار گرفته است. چشمه يک حوضچه طبيعى به شکل بيضى با دو قطر ۲/۵ و ۴ متر تشکيل داده و در پاى آن دامنهٔ کوه ‌هايى است که از سنگ ‌هاى آهکى مطبق و تراورتن تشکيل شده است. بالاتر از مظهر چشمه و در دامنهٔ کوه، رسوب ‌هاى کربنات ديده مى ‌شود. آب چشمه جزو آب هاى بيکربنات مخلوط و گوگردى گرم است. برای رفتن به این چشمه باید از رودخانه آغ چای گذشت یا از طریق راهی در ضلع شمالی رود خانه پس ار طی راههای پر پیچ و خم خود را به آنجا رساند. 

## جمعیت
این روستا در دهستان سکمن‌آباد قرار داشته و بر اساس سرشماری سال ۱۳۸۵ جمعیت آن ۱۶۷ نفر (۳۴ خانوار)
بوده‌است.